# Смртоносно оружје 3
Смртоносно оружје 3 (енгл. Lethal Weapon 3) је амерички акциони филм из 1992. који је режирао Ричард Донер. Главне улоге играју: Мел Гибсон и Дени Главер.

## Радња
Полицајци Мартин Ригс (Мел Гибсон) и Роџер Мурта (Дени Гловер) долазе у зграду за коју се верује да је заробљена мина, а као резултат њихове манипулације експлозивном направом, бомба детонира и уништава зграду. Због њиховог лошег понашања, детективи су деградирани у патроле. Спроводећи своје прве страже, ругајући се пролазницима, детективи сведоче о нападу на сакупљаче и интервенишу, која прераста у потеру, у којој је један криминалац побегао, а други је приведен.
Мерта покушава да прода своју кућу уз помоћ Леа (Џо Пеши), али без много успеха, због догађаја који су се раније десили у кући, не желе да је купе. Мертовог сина, Ника, његови другови из школе позивају у банду, али он обећава оцу да се неће придружити. У међувремену, одбегли провалник умире на градилишту од руке свог послодавца Тревиса, а све то пред пословним партнером који купује оружје и муницију.
Мертова ћерка наставља да глуми, видевши како је отета као талац, Ригс обара нападача, али схвата да му је пиштољ гумени и да је на снимању, тешко решава сукоб са незадовољним редитељем. Меци из оружја одузетог од пљачкаша могу да пробију оклоп, о чему Ригс обавештава остатак полиције.
Ригс и Мерта желе да испитају несрећног пљачкаша, откривајући где је успео да набави своје оружје. Као резултат тога, упознају детективку Лорну Кол (Рене Русо) из унутрашњих послова. Њихов састанак се завршава обрачуном са шефом Марфијем (Стив Кахан), који одлучује да врати детективе на посао и пружи им прилику да испитају притвореника. Али, авај, тада је у станицу већ стигао Тревис, који се представио као наредник и, одлазећи до заточеника, убио га са три хица. Захваљујући камери скривеној у просторији, идентификован је као поручник Џек Тревис (Стуарт Вилсон), који је нестао док је био на дужности.
Лео стиже и говори Мерту о термитима и познавању човека са видео траке. Он их води до хокејашке арене, где сам Лео покушава да га зграби, али је погођен у руку. Мерт одводи Ригза свом пријатељу, где му кува хамбургер, а у то време у близини се одвија трговина са дрогом, Ригс је нокаутиран, а Мурт стиже на време да убије једног продавца, за кога се испостави да је Дарел, пријатељ његовог сина.
Лорна Кол проналази Ригса и позива га да открије све што зна. Удружују снаге и одлазе на дојаву до места где је покојни злочинац радио. Тамо су нападнути, Лорна спасава Ригза, а он себи проналази новог пса. А онда се у Лорниној кући такмиче ко има више ожиљака, што се завршава сценом секса. Мерта се напије на свом броду и не иде на посао, долази до туче између Ригса и Мерте, током које обоје завршавају у води.
На сахрани Дарела, Никовог преминулог пријатеља и комшије Мертове породице низ улицу, отац убијеног тражи да се пронађу они који су ставили оружје у руке његовог сина. Пратећи траг, Мерта тресе трговце и ситне гангстере, проналазећи оне који су му потребни у радионици, где Лорна поново туче криминалце свим расположивим средствима. Тревис, који је изгубио нешто од свог оружја, али је добио ново наређење, узима Марфија за таоца и улази у полицијско складиште, вадећи одатле оружје, за шта детективи сазнају. Следи пуцњава у метроу, а затим потера у којој Ригс излети са моста.
Срећом, иако су криминалци отишли, Лео је пронашао место где Тревис гради, а тамо стижу детективи, праћени Лорном. Ригс запали све објекте у изградњи, Лорна је повређена, али остаје жива, а Тревиса убије Ригс из митраљеза покојног Дарела.

## Улоге
| Глумац         | Улога            |
| -------------- | ---------------- |
| Мел Гибсон     | Мартин Ригс      |
| Дени Главер    | Роџер Мерто      |
| Џо Пеши        | Лео Гец          |
| Рене Русо      | Лорна Коул       |
| Стјуарт Вилсон | Џек Травис       |
| Грегори Милар  | Тајрон           |
| Стив Кејхан    | капетан Ед Мерфи |
| Дарлен Лав     | Тиш Мерто        |
| Трејси Вулф    | Рајана Мерто     |
| Ник Чинлунд    | Хачет            |

## Зарада
Филм је у САД зарадио 144.731.527 $.
- Зарада у иностранству - 177.000.000 $
- Зарада у свету - 321.731.527 $